# Becusi Craic
Becusi Craic (deutsch Unter-Becusi) ist eine osttimoresische Aldeia. Sie liegt im Norden des Sucos Becora (Verwaltungsamt Cristo Rei, Gemeinde Dili). 2015 hatte Becusi Craic eine Einwohnerzahl von 3015.
Becusi Craic befindet sich im nördlichen des dreigeteilten Territoriums Becoras und liegt dort im Westen. Nördlich grenzt Becusi Craic an die Aldeia Au-Hun, östlich an die Aldeias Becusi Centro und Maucocomate und südlich an die Aldeias Caqueu Laran und Berebidu. Im Westen ist zwischen der Avenida de Becora und der Rua de Becussi die Aldeia Romit. Südlich der Rua de Becussi reicht Becusi Craic bis an das Flussbett des Bemori, eines Quellflusses des Mota Claran. Er bildet die Grenze zum Suco Lahane Oriental. Der Fluss führt nur in der Regenzeit Wasser.
Im Südosten von Becusi Craic liegt der Friedhof von Becusi.